# Saints & Sinners (album, Whitesnake)
Saints & Sinners je páté studiové album anglické hard rockové skupiny Whitesnake, vydané v roce 1982.

## Seznam skladeb
1. "Young Blood" (David Coverdale, Bernie Marsden) - 3:30
2. "Rough an' Ready" (Coverdale, Micky Moody) - 2:52
3. "Bloody Luxury" (Coverdale) - 3:23
4. "Victim of Love" (Coverdale) - 3:33
5. "Crying in the Rain" (Coverdale) - 6:00
6. "Here I Go Again" (Coverdale, Marsden) - 5:08
7. "Love an' Affection" (Coverdale, Moody) - 3:09
8. "Rock an' Roll Angels" (Coverdale, Moody) - 4:07
9. "Dancing Girls" (Coverdale) - 3:10
10. "Saints an' Sinners" (Coverdale, Moody, Marsden, Neil Murray, Jon Lord, Ian Paice) - 4:25

## Sestava
- David Coverdale – zpěv
- Micky Moody - kytara
- Bernie Marsden – kytara, doprovodný zpěv
- Mel Galley – doprovodný zpěv
- Jon Lord - klávesy
- Neil Murray – baskytara
- Ian Paice – bicí